# Mabian

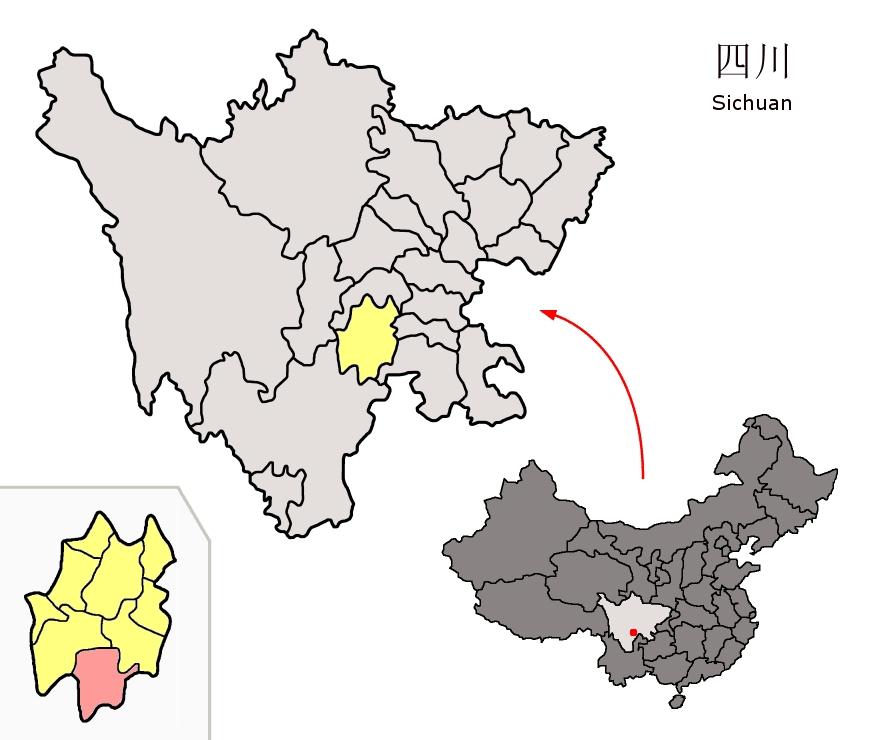
Lage von Mabian in Sichuan

Der Autonome Kreis Mabian der Yi (chinesisch 马边彝族自治县, Pinyin Mǎbiān Yízú Zìzhìxiàn) ist ein autonomer Kreis der bezirksfreien Stadt Leshan in der chinesischen Sichuan. Er hat eine Fläche von 2.218 km² und zählt 188.251 Einwohner (Stand: Zensus 2020). Sein Hauptort ist die Großgemeinde Minjian (民建镇).

## Administrative Gliederung
Auf Gemeindeebene setzt er sich aus zwei Großgemeinden und achtzehn Gemeinden zusammen. Diese sind:　
- Großgemeinde Minjian 民建镇, Hauptort, Sitz der Kreisregierung
- Großgemeinde Rongding 荣丁镇

- Gemeinde Laodong 劳动乡
- Gemeinde Jianshe 建设乡
- Gemeinde Shiliang 石梁乡
- Gemeinde Qiaoba 荍坝乡
- Gemeinde Minzhu 民主乡
- Gemeinde Laoheba 老河坝乡
- Gemeinde Xiaxi 下溪乡
- Gemeinde Xuekoushan 雪口山乡
- Gemeinde Zhenjiangmiao 镇江庙乡
- Gemeinde Dazhubao 大竹堡乡
- Gemeinde Suba 苏坝乡
- Gemeinde Yanfeng 烟烽乡
- Gemeinde Yuanjiaxi 袁家溪乡
- Gemeinde Shaqiang 沙腔乡
- Gemeinde Sanhekou 三河口乡
- Gemeinde Meiziba 梅子坝乡
- Gemeinde Gaozhuoying 高卓营乡
- Gemeinde Yonghong 永红乡